# Essinghausen (Peine)
Essinghausen (niederdeutsch Esek[h]ousen) ist ein Dorf und Ortsteil der Ortschaft Essinghausen/Duttenstedt in der Stadt Peine im Landkreis Peine in Niedersachsen. Nördlich und nahe dem Ort verläuft die Bundesautobahn 2.

## Geschichte
Erste urkundliche Erwähnung findet der Ort 1311 als „Esekeshusen“. Der Name setzt sich aus dem Genitiv des Personennamens „Esik“ und der Endung „hausen“ zusammen. Orte mit diesem Namensschema „Personenname – ing[e] – Siedlungsnamengrundwort“ werden als Barsinghausen-Typ bezeichnet. Der Name wandelte sich von „Esekhusen“ über „Eseckhusen“ schließlich zu Essinghausen.
Anlässlich der Gebietsreform wurde Essinghausen am 1. März 1974 ein Ortsteil der Stadt Peine. Zuvor gehörte es zum Landkreis Braunschweig.

## Politik
Zum Ortsrat und zum Ortsbürgermeister siehe Ortschaft Essinghausen/Duttenstedt.

## Wappen
Das Wappen zeigt einen nach rechts gerichteten goldenen Braunschweiger Löwen auf einem goldenen Sockel und darunter ein silbernes Zahnrad zwischen zwei goldenen Ähren auf einem blauen Schild. Der Löwe weist auf die ehemalige Zugehörigkeit des Ortes zum Landkreis Braunschweig, die Ähren stehen für die landwirtschaftliche und das Zahnrad steht für die industrielle Prägung, beispielsweise für das Walzwerk.
Das Wappen wurde am 6. Februar 1974 vom Gemeinderat angenommen, der Entwurf stammt von Werner Szews.

## Kultur und Sehenswürdigkeiten
- Am Landgraben südlich des Ortes finden sich Reste einer früheren Burganlage.
- Im östlichen Teil des Dorfes steht die Kapelle zu Essinghausen.
- Südöstlich des Dorfes erstreckt sich das Waldgebiet Woltorfer Holz. Das Waldgebiet ist ein Rest des ehemals ausgedehnten Nordwaldes, der bis in das späte Mittelalter große Teile des heutigen Niedersachsens zwischen den Städten Braunschweig und Hannover bedeckte. Seit 1967 ist das Woltorfer Holz Landschaftsschutzgebiet.
- „Weizenkörner – keimend“, 2000 - Hans-Oiseau Kalkmann, Jens Kalkmann. Mehrteilige Skulptur aus sandfarbenem bayerischen Granit und aus Edelstahl. Die Skulptur stellt drei Weizenkörner in verschiedenen Phasen der Keimung dar und erinnert an die ursprünglich landwirtschaftlich genutzte Feldmark Peine/Essinghausens. Standort: Weggabelung der Grünanlage am Westrand Essinghausens. Aufstellungsdatum: 13. Juli 2000

## Persönlichkeiten
- Ulrich Cyganek (* 1958 in Essinghausen), deutscher evangelischer Kirchenmusiker und Herausgeber, Landeskirchenmusikdirektor der Evangelischen Kirche im Rheinland